# Chengshan (köpinghuvudort i Kina, Jiangxi Sheng, lat 29,60, long 116,26)
Chengshan är en köpinghuvudort i Kina. Den ligger i provinsen Jiangxi, i den sydöstra delen av landet, omkring 110 kilometer norr om provinshuvudstaden Nanchang. Antalet invånare är 21 549. Befolkningen består av 10 483 kvinnor och 11 066 män. Barn under 15 år utgör 20,0 %, vuxna 15-64 år 72 %, och äldre över 65 år 7,0 %.
Runt Chengshan är det tätbefolkat, med 530 invånare per kvadratkilometer. Närmaste större samhälle är Cailing, 16,4 km sydost om Chengshan. Trakten runt Chengshan består till största delen av jordbruksmark.
Genomsnittlig årsnederbörd är 2 094 millimeter. Den regnigaste månaden är maj, med i genomsnitt 371 mm nederbörd, och den torraste är januari, med 69 mm nederbörd.